# Cutxaró
El cutxaró és un tipus de preferment usat a la forneria catalana, que conté farina de blat, aigua, una mica de sal i 24h de repòs. El seu ús és bastant similar al d'altres preferments com poden ser el poolish, la biga italiana o el levain levure francès, o directament com a equivalent de la popular massa mare. Al refranyer català es diu d'un bon cutxaró, es veu pa en condició.
Existeixen dos costums per elaborar el cutxaró; la primera, és fer servir una porció de cutxaró del mateix dia, la segona és usant el cutxaró del dia anterior, amb cura que la massa no estigui sobrefermentada, i ens surti una massa que no llegeixi per esgotament del cultiu. Depenent de l'època de l'any, de la humitat o de la temperatura, els cutxarons fermenten més ràpid o més lent.
Cutxaró també és el nom alguerés per al culler, que en els dialectes peninsulars també es diu cullerot, cullerol o llossa.